# Ischnoptera castanea
Ischnoptera castanea es una especie de cucaracha del género Ischnoptera, familia Ectobiidae. Fue descrita científicamente por Saussure en 1869.
Habita en Venezuela, Brasil y Bolivia.